# Properzia de' Rossi

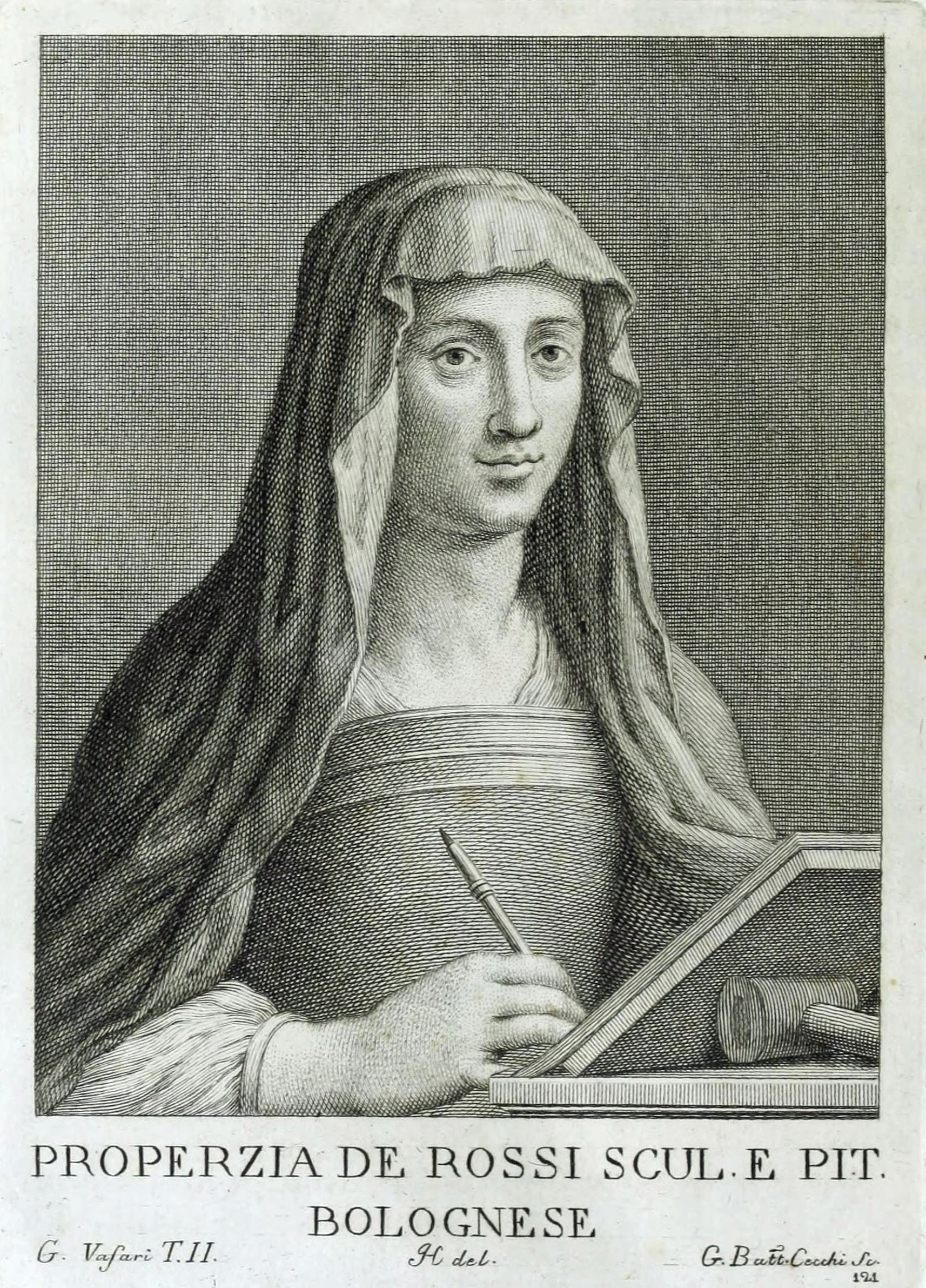
Properzia de' Rossi

Properzia de' Rossi, född 1490, död 1530, var en italiensk skulptör under renässansen. Hon var mest känd för sina miniatyrskulpturer i form av frukter.  
Properzia de' Rossi var dotter till en notarie och elev till Marcantonio Raimondi. Hon utförde tidigt miniatyrskulpturer, och var från cirka 1520 professionellt verksam i större skala. Bland hennes verk var dekorationen av högaltaret i Santa Maria del Baraccano i Bologna, och en skulptur i västfasaden på San Petronio i samma stad. 
Properzia de' Rossi var en välkänd och respekterad konstnär i sin framtid, men tjänade dock inte mycket pengar utan dog i fattigdom. Hon inkluderades i Giorgi Vasaris förteckning över renässansens mest betydande konstnärer, Le Vite de' più eccellenti pittori, scultori, e architettori da Cimabue insino a' tempi nostri, från 1550. 